# Stammliste von Bruckberg

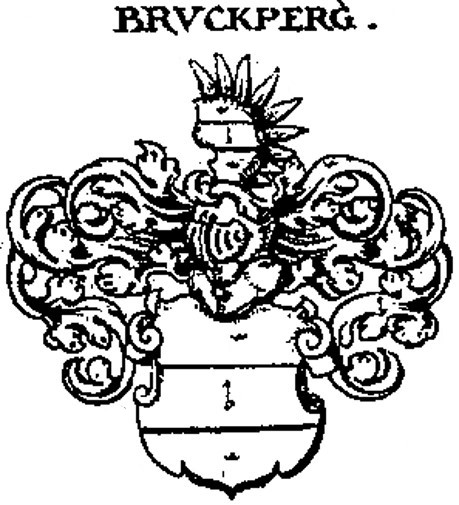
Stammwappen derer von Bruckberg

Stammliste von Bruckberg mit den in der Wikipedia vertretenen Personen und wichtigen Zwischengliedern.
Die mangelhafte, oft fehlerhafte, Quellenlage betrifft den gesamten Zeitraum aller Familienzweige. Gesicherte Daten sind urkundlich genannt, Geburts- und Sterbedaten o. g. Zeiträume jedoch oft ungesichert und nach höchstmöglicher Wahrscheinlichkeit der oft abweichenden Datenquellen unter Vorbehalt zu betrachten. Es bleiben genealogische Details, sogar die Zuordnung von Mitgliedern des Hauses, ungeklärt.

## Die Edlen von Bruckberg
Die gesicherte Stammfolge beginnt mit Frideric de Pruccaperga, urkundlich um 1110, († nach 1110); ⚭ () N.N. (–). Sie hatten folgende Nachkommen:
A1. Friedrich II., de Prukkeperch, urkundlich um 1125 bis 1147, († nach 1147); ⚭ () N.N. (–)
B1. Friedrich III., „nobilis vir“ (Edelherr) 1156–1158, († um 1160)
B2. Albero I., urkundlich 1158 bis 1189, († 22. Juni (1190/1191), Dritter Kreuzzug); ⚭ I: () Euphemia († vor 1160); ⚭ II: () Diemut († 28. April ...)
C1. Albero II., urkundlich 1189 bis 1209, († 7. Januar …, als Mönch im Kloster Sankt Emmeram)
C2. Heinrich I., urkundlich um 1210, Chorherr zu Berchtesgaden (1220), († nach 1220); ⚭ () N.N.
D1. Heinrich II., liber de Prukkperg (Der Freigeborene von ...) (1241), urkundlich 1225 bis 1241, († nach 1241); ⚭ () N.N.
E1. Albero III., nobilis de Bruckberg (Edler von …) (1253), libertinus de Pruckberg (Der Freie von …) (1275), († 31. Juli (nach 1284)); ⚭ () Kunigunde N.N., urkundlich 1275
F1. Diethelm, nobilis vir (Freiherr) (1317), urkundlich 1275 bis 1324, (†† (1325)); ⚭ (vor 6. Juli 1279) Liukard von Hals († nach 10. Februar 1310), Tochter von Graf Albert VI. von Hals (–1305) und Gräfin Adeldeid (von Rottenegg/Rotteneck) (–1282)
G1. Kunigunde, († nach 1296); ⚭ ((2. Februar 1291)) Graf Rapoto IV. von Ortenburg, Spanheimer, (* um 1255; † 19. November (1296/1297)), Sohn von Graf Heinrich I. von Ortenburg (–1241) und Markgräfin Richgard von Hohenburg (–1266)
F2. Albero IV., Herr von Murnau (1288), Landrichter der Grafschaft Hirschberg (1332), urkundlich 1275, († nach 22. Februar 1333); ⚭ (vor 11. Juni 1296) Sophie von Weilheim († 17. April (nach 1321)), Tochter von Gebhard I. von Weilheim (–) und N.N. (–)
G1. Adelheid, Pfründerin (16. März (nach 1327)), Nonne zu Seligenthal
G2. Niklas, Landrichter der Grafschaft Hirschberg (1339 und 1350–1356), Landrichter der Grafschaft Graisbach (1345), Landrichter zu Nürnberg (1338–1357), (†† nach 1357)
→Familie erloschen (ultimus familiae) – Graf Heinrich V. von Wartstein, urkundlich 1344 bis 1391, wird 1389 als Erbe der Bruckberger genannt.
D2. Friedrich IV., urkundlich 1225 und 1234 unter Ministerialen
C3. Friedrich, Domherr zu Regensburg (1194), Propst zu Öhringen (1213–1214), Domherr zu Trient (1214), († nach 3. Februar 1215)
A2. Konrad I., de Prukkeperch, urkundlich um 1125 bis 1147, († nach 1147); ⚭ () Hailwig N.N., († um 1125)
B1. Konrad II., urkundlich 1147, (†† nach 1147)

## Wappen
Blasonierung: Im silbernen Schild ein blauer Balken. Auf dem Helm ein silberner Flug mit dem blauen Balken belegt. Die Helmdecken sind blau-silbern.